# U2's diskografi
U2 er et rockband fra Dublin, Irland. Bandet består af Bono (sang, guitar), The Edge (guitar, keyboard, sang), Adam Clayton (basguitar) og Larry Mullen Jr. (trommer, slagtøj). U2 blev dannet i 1976 hvor Larry hængte en annonce op på opslagstavlen på deres skole "Mount Tempe Comprehensive School" i Dublin. Der blev de til et band med navnet "Feedback", senere "The Hype" i 1977 og i 1978 til "U2". Gruppens debutalbum Boy blev udgivet i 1980. U2 har i alt udgivet ca. 160 forskellige albums, inklusive studiealbum, livealbum, Ep'er, soundtracks (1), sideprojekter, videoer og singler.

## Album

### Studiealbum
- Boy
- October
- War
- The Unforgettable Fire
- The Joshua Tree
- Rattle and Hum
- Achtung Baby
- Zooropa
- Pop
- All That You Can't Leave Behind
- How to Dismantle an Atomic Bomb
- No Line on the Horizon
- Songs of Innocence

### Ep'er
- Three
- Wide Awake in America
- Please: PopHeart Live EP
- Sunday Times Exclusive
- 7
- Early Demos
- Live from Under the Brooklyn Bridge
- Wide Awake in Europe

### Promoer
- A Dialogue With U2
- A Sort of Homecoming
- Wire
- Sampler 1985
- The U2 Talkie
- Their Words and Music
- Sampler 1987
- Special Collection 1980-1987
- 3D Dance Mixes
- Excerpts from Rattle and Hum
- U22 Date
- God Part II
- October 1991
- Until the End of the World
- Salomé
- ZOO Radio Transmit
- Zoo Station
- ZOOTV Tour
- Zooropa
- Passengers: Original Soundchat 1
- Previously
- Your Blue Room
- PopMart Sampler
- Pop Muzik
- The Million Dollar Hotel EPK
- All That You Can't Leave Behind Album Sampler
- All That You Can't Leave Behind Electronic Press Kit
- Previous Day
- Three Tracks Live from Boston
- Tracks from the Nineties
- Remixes from the Nineties
- The Best of the Remixes
- Live: Slane Castle
- Live: Vertigo 2005

### Livealbums
- Under a Blood Red Sky
- Hasta la Vista Baby! U2 Live from Mexico City
- Live from Boston, 1981
- Love: Live from the Point Depot, Dublin, 1989
- U2.COMmunication
- ZOOTV Live
- U2 Gome Home: Live from Slane Castle

### Andre albums
- Melon: Remixes for Propaganda
- Passengers: Original Soundtrack 1
- The Best of 1980-1990
- Music from the Motion Picture: The Million Dollar Hotel
- The Best of 1990-2000
- The Complete U2
- Unreleased and Rare
- U218 Singles
- Medium, Rare & Remastered
- Artificial Horizon
- U2 Duals
- Spider Man: Turn Off the Dark

## Singler
- Another Day
- 11 O'Clock Tick Tock
- A Day Without Me
- I Will Follow
- Fire
- U2 R.O.K.
- Gloria
- A Celebration
- New Year's Day
- Sunday Bloody Sunday
- Two Hearts Beat as One
- "40"
- Pride (In the Name of Love)
- The Unforgettable Fire
- With Or Without You
- I Still Haven't Found What I'm Looking For
- Trip Through Your Wires
- Where the Streets Have No Name
- In God's Country
- One Three Hill
- Desire
- Angel of Harlem
- When Love Comes to Town (U2 & B.B. King)
- All I Want Is You
- Island Treasures
- Night and Day
- The Fly
- Mysterious Ways
- One
- Even Better Than the Real Thing
- Who's Gonna Ride Your Wild Horses
- Numb
- Lemon
- Stay (Faraway, So Close!)
- Hold Me, Thrill Me, Kiss Me, Kill Me
- Miss Sarajevo
- Discothèque
- Staring at the Sun
- Last Night On Earth
- Please
- If God Will Send His Angels
- Mofo
- Sweetest Thing
- The Ground Beneath Her Feet
- Beautiful Day
- Stuck in a Moment You Can't Get Out Of
- Elevation
- Walk On
- Electrical Storm
- The Hands That Built America
- Vertigo
- All Because of You
- Sometimes You Can't Make It On Your Own
- City of Blinding Lights
- Original of the Species
- The Saints are Coming (U2 & Green Day)
- Window in the Skies
- Get On Your Boots
- Magnificent
- I'll Go Crazy if I Don't Go Crazy Tonight

## Videoer
- U2 Live from Red Rocks "Under a Blood Red Sky"
- The Unforgettabe Fire Collection
- With Or Without You
- Achtung Baby: The Videos, The Cameos and a Whole Lot of Interference from ZOOTV
- Numb, video single
- ZOOTV live from Sydney
- PopMart live from Mexico City
- Making of The Joshua Tree
- The Best of 1980-1990
- Elevation
- Walk On
- Elevation 2001 U2 Live from Boston
- Electrical Storm
- The Best of 1990-2000
- The History Mix
- U2 Go Home, live from Slane Castle
- Vertigo
- Sometimes You Can't Make It On Your Own
- City of Blinding Lights
- All Because of You
- Vertigo 2005 U2 Live from Chicago
- U2.COMmunication
- Love U2
- U218 Videos
- U218 Vertigo 2005 Live from Milan
- Window in the Skies
- U2 The Joshua Tree, live from Paris
- Linear
- U2360o at the Rose Bowl

## Film
- Rattle and Hum
- U23D

| Musikgruppe | Spire Denne artikel om en musikgruppe er en spire som bør udbygges. Du er velkommen til at hjælpe Wikipedia ved at udvide den. |